# 紅鮑
紅鮑（学名：Haliotis rufescens；英语：red abalone）为鮑屬下的一个种，甲壳长可达31 cm（12英寸）。分布于加拿大不列颠哥伦比亚至墨西哥下加利福尼亚附近6—40米（20—131英尺）深的海域，其中南部海域数量最多。

## 扩展阅读
- Geiger D.L. & Owen B. (2012) Abalone: Worldwide Haliotidae. Hackenheim: Conchbooks. viii + 361 pp. page(s): 120

- 維基物種上的相關：紅鮑